# モネーリア
モネーリア（イタリア語: Moneglia）は、イタリア共和国リグーリア州ジェノヴァ県にある、人口約2,800人の基礎自治体（コムーネ）。

## 地理

### 位置・広がり

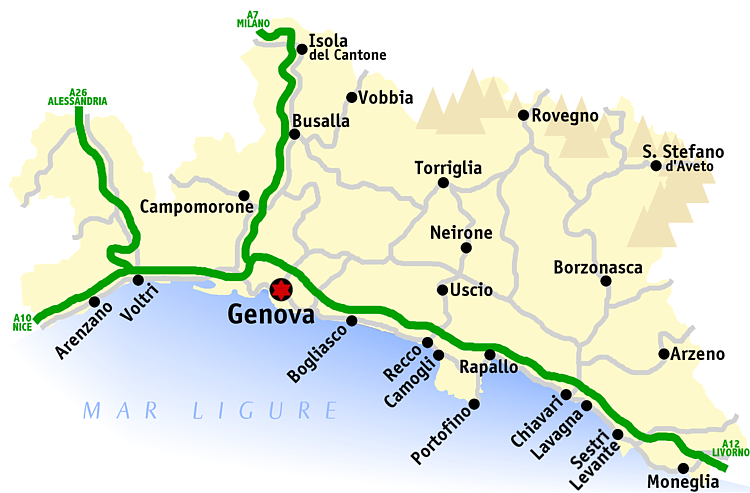
ジェノヴァ県概略図

ジェノヴァ県南東端のコムーネである。

#### 隣接コムーネ
隣接するコムーネは以下の通り。括弧内のSPはラ・スペツィア県所属を示す。
- カザルツァ・リーグレ
- カスティリオーネ・キアヴァレーゼ
- デイヴァ・マリーナ (SP)
- セストリ・レヴァンテ

### 地震分類
イタリアの地震リスク階級 (it) では、3 に分類される
。

## 行政

### 分離集落
モネーリアには、以下の分離集落（フラツィオーネ）がある。
- Bracco, Casale, Camposoprano, Comeglio, Crova, Facciù, Lemeglio, Littorno, San Lorenzo, San Saturnino, Tessi

## 文化・観光
「イタリアの最も美しい村」クラブ加盟コムーネである。

## 姉妹都市
- Engen、ドイツ 2009年